# Alina Alexandra Dumitru
Alina Alexandra Dumitru (n. 30 august 1982, București, România) este o judoka română, medaliată cu aur la Jocurile Olimpice de la Beijing 2008, la categoria 48 kg, multiplă campioană europeană și medaliată cu bronz la campionatele mondiale. A participat la emisiunea "Dansez pentru tine". 
În 9 august 2008, Dumitru devenea prima campioană olimpică din istoria judo-ului românesc, învingând-o în semifinală pe dubla campioană olimpică en-titre Ryoko Tani (Japonia) și, în finală, pe Yanet Bermoy (Cuba) prin waza-ari și ippon, în doar 80 de secunde. Performanța lui Dumitru este memorabilă și pentru că era prima oară când Dumitru reușea să o învingă pe marea sa rivală Ryoko Tani, de altfel neînvinsă într-o competiție oficială din 1996, și o ocazie ideală pentru a-și lua revanșa împotriva celei care o învinsese în 2005, la Campionatul Mondial - Yanet Bermoy.
În aprilie 2011 a cucerit medalia de aur la Campionatul European de judo de la Istanbul.
În 2012 a obținut la Londra medalia argint.
În aprilie 2018, Alina Dumitru a fost înaintată la gradul de locotenent-colonel prin ordin al ministrului Ministerului Apărării Naționale.

## Distincții
- Ordinul “Meritul Sportiv” clasa I (27 august 2008)[11]

### Interviuri
- ALINA DUMITRU - "Judo e un sport al inteligentei, nu al fortei", Bogdana Tihon Buliga, Formula AS - anul 2010, numărul 918
- Alina Dumitru, judoka: „Am câștigat cât un fotbalist în jumătate de an“, 25 octombrie 2011, Adrian Popa, Adevărul
- ALINA DUMITRU - "Vad viata cu ochi de campioana", Ciprian Rus, Formula AS - anul 2011, numărul 977
- Fața nevăzută a PERFORMANȚEI Arhivat în 10 august 2012, la Wayback Machine., 2 iulie 2012, Daniela Oancea, Cariere Online

### Multimedia
- Dumitru v. Tani (secvențe), Dailymotion
- Dumitru v. Bermoy (secvențe), Dailymotion